# Stembreuk
In de fonologie en zangkunst duidt een stembreuk op de overgang van een jongensstem van sopraan naar tenor of bas.
Een stembreuk (ofwel registerbreuk) treedt bij jongens meestal op in de puberteit, wanneer onder invloed van groeihormonen de stembanden veranderen van vorm en spanning. Het 'overslaan' van de stem bij het zingen van laag naar hoog kan een stembreuk aan het licht brengen. 
De stembreuk is dus geen letterlijke breuk van stembanden, maar een normaal en veelvoorkomend akoestisch verschijnsel. In de zangpedagogiek kan door zangtraining een stembreuk worden 'gecamoufleerd' tijdens het zingen.
Inprincipe gaat de stembreuk gewoon weer over, dit gebeurt meestal na dat de stem volledig is ontwikkeld.